# Matteo Ruggeri
Matteo Ruggeri (San Giovanni Bianco, 11 luglio 2002) è un calciatore italiano, difensore dell’Atlético Madrid.

## Caratteristiche tecniche
È un terzino sinistro in grado di giocare indifferentemente in una difesa a quattro, da esterno in una difesa a cinque, o da difensore centrale di sinistra. Dotato di ottime doti tecniche e fisiche, oltre che di una conclusione potente, è anche molto abile nei cross in area, ed è molto rapido in progressione, essendo capace di raggiungere una velocità di circa 34,75 km/h.
Ha dichiarato di ispirarsi ad Aleksandar Kolarov, Marcos Alonso e Paolo Maldini.

## Carriera

### Club

#### Gli inizi
Cresciuto nel settore giovanile dell'Atalanta (in cui è entrato a 9 anni), nella stagione 2020-2021 viene aggregato alla prima squadra. Debutta tra i professionisti il 3 ottobre 2020, a 18 anni, subentrando a Johan Mojica nei minuti finali dell'incontro della fase a gironi di Champions League perso 5-0 in casa contro il Liverpool. Cinque giorni più tardi esordisce anche in Serie A, scendendo in campo da titolare nella gara pareggiata (1-1) contro l'Inter al Gewiss Stadium. Termina la stagione con 8 presenze totali.

#### Prestito alla Salernitana
Il 26 luglio 2021 viene ceduto in prestito alla Salernitana, neopromossa in Serie A. Con i campani gioca titolare le prime due gare di campionato, poi alla terza giornata in casa del Torino subisce un infortunio al flessore che lo costringe a rimanere fuori per diverso tempo. Rimasto fuori per altri problemi fisici nel corso della stagione, rientra nel finale contribuendo alla salvezza del club campano, con 14 presenze in campionato.

#### Ritorno all'Atalanta
Tornato nella rosa dell'Atalanta nell'estate 2022, viene inizialmente poco utilizzato dal tecnico Gian Piero Gasperini, che lo schiera titolare per la prima volta il 9 novembre nella sconfitta per 2-1 in casa del Lecce. Inizia a giocare con più continuità da gennaio 2023, anche se un infortunio al ginocchio sinistro gli fa concludere anzitermpo la stagione.
Dall'inizio della stagione 2023-2024 viene schierato come titolare. Il 21 settembre esordisce in UEFA Europa League, nella gara della fase a gironi contro il Rakow Czestochowa, nella quale fornisce l'assist per il gol di Ederson. Il successivo 5 ottobre realizza la sua prima rete tra i professionisti, nella partita di Europa League vinta per 2-1 in casa dello Sporting Lisbona. Si ripete il 9 maggio 2024 nella semifinale di ritorno di Europa League, in casa, contro i francesi del Olympique Marsiglia, segnando il gol del momentaneo 2-0, prima del 3-0 finale che manderà l'Atalanta in finale per la prima volta nella sua storia. Quindi, gioca da titolare la finale vinta per 3-0 contro il Bayer Leverkusen, che ha consentito al club di vincere il primo trofeo europeo della sua storia.
All'inizio della stagione successiva, il 14 agosto 2024, disputa la Supercoppa UEFA persa per 2-0 contro il Real Madrid. Termina l'annata 2024-2025 con 38 presenze e tre assist in tutte le competizioni. Ha collezionato in tutto 109 presenze e due reti con il club orobico.

#### Atlético Madrid
L'1° luglio 2025 Ruggeri passa a titolo definitivo all'Atlético Madrid, nella Liga spagnola, per circa 18 milioni di euro, più due di bonus, firmando un contratto quinquennale con il club. Il 17 agosto fa il suo esordio in campionato nella sconfitta per 2-1 in casa dell'Espanyol, in cui gioca titolare.

### Nazionale
Ruggeri ha rappresentato l'Italia in diverse nazionali giovanili a partite dall'Under-17, con cui nel 2019 ha partecipato sia all'Europeo di categoria in Irlanda (ottenendo il secondo posto), che al Mondiale di pochi mesi dopo in Brasile (dove gli Azzurrini sono stati eliminati ai quarti di finale).
Il 26 settembre 2022 ha esordito con la nazionale Under-21, guidata da Paolo Nicolato, giocando titolare nella partita amichevole disputata contro il Giappone. Nel giugno 2025 viene convocato per l'Europeo Under-21 organizzato in Slovacchia.
Il 14 marzo 2025 viene convocato per la prima volta in nazionale, dal CT Luciano Spalletti, per le due partite dei quarti di finale di UEFA Nations League 2024-2025 contro la Germania.

## Statistiche

### Presenze e reti nei club
Statistiche aggiornate al 17 agosto 2025.
| Stagione        | Squadra         | Campionato      | Campionato | Campionato | Coppe nazionali | Coppe nazionali | Coppe nazionali | Coppe continentali | Coppe continentali | Coppe continentali | Altre coppe | Altre coppe | Altre coppe | Totale | Totale | Totale |
| Stagione        | Squadra         | Comp            | Pres       | Reti       | Comp            | Pres            | Reti            | Comp               | Pres               | Reti               | Comp        | Pres        | Reti        | Pres   | Reti   |        |
| --------------- | --------------- | --------------- | ---------- | ---------- | --------------- | --------------- | --------------- | ------------------ | ------------------ | ------------------ | ----------- | ----------- | ----------- | ------ | ------ | ------ |
| 2020-2021       | Atalanta        | A               | 6          | 0          | CI              | 0               | 0               | UCL                | 2                  | 0                  | -           | -           | -           | 8      | 0      |        |
| 2021-2022       | Salernitana     | A               | 14         | 0          | CI              | 1               | 0               | -                  | -                  | -                  | -           | -           | -           | 15     | 0      |        |
| 2022-2023       | Atalanta        | A               | 15         | 0          | CI              | 0               | 0               | -                  | -                  | -                  | -           | -           | -           | 15     | 0      |        |
| 2023-2024       | Atalanta        | A               | 34         | 0          | CI              | 4               | 0               | UEL                | 10                 | 2                  | -           | -           | -           | 48     | 2      |        |
| 2024-2025       | Atalanta        | A               | 30         | 0          | CI              | 0               | 0               | UCL                | 6                  | 0                  | SI+SU       | 1+1         | 0           | 38     | 0      |        |
| Totale Atalanta | Totale Atalanta | Totale Atalanta | 85         | 0          |                 | 4               | 0               |                    | 18                 | 2                  |             | 2           | 0           | 109    | 2      |        |
| 2025-2026       | Atlético Madrid | PD              | 1          | 0          | CR              | 0               | 0               | UCL                | 0                  | 0                  | -           | -           | -           | 1      | 0      |        |
| Totale carriera | Totale carriera | Totale carriera | 100        | 0          |                 | 5               | 0               |                    | 18                 | 2                  |             | 2           | 0           | 125    | 2      |        |

### Cronologia presenze e reti in nazionale
| Cronologia completa delle presenze e delle reti in nazionale ― Italia under 21 | Cronologia completa delle presenze e delle reti in nazionale ― Italia under 21 | Cronologia completa delle presenze e delle reti in nazionale ― Italia under 21 | Cronologia completa delle presenze e delle reti in nazionale ― Italia under 21 | Cronologia completa delle presenze e delle reti in nazionale ― Italia under 21 | Cronologia completa delle presenze e delle reti in nazionale ― Italia under 21 | Cronologia completa delle presenze e delle reti in nazionale ― Italia under 21 | Cronologia completa delle presenze e delle reti in nazionale ― Italia under 21 |
| Data                                                                           | Città                                                                          | In casa                                                                        | Risultato                                                                      | Ospiti                                                                         | Competizione                                                                   | Reti                                                                           | Note                                                                           |
| ------------------------------------------------------------------------------ | ------------------------------------------------------------------------------ | ------------------------------------------------------------------------------ | ------------------------------------------------------------------------------ | ------------------------------------------------------------------------------ | ------------------------------------------------------------------------------ | ------------------------------------------------------------------------------ | ------------------------------------------------------------------------------ |
| 26-9-2022                                                                      | Castel di Sangro                                                               | Italia under 21                                                                | 1 – 1                                                                          | Giappone under 20                                                              | Amichevole                                                                     | -                                                                              |                                                                                |
| 19-11-2022                                                                     | Ancona                                                                         | Italia under 21                                                                | 2 – 4                                                                          | Germania under 21                                                              | Amichevole                                                                     | -                                                                              | 71’                                                                            |
| 24-3-2023                                                                      | Bačka Topola                                                                   | Serbia under 21                                                                | 0 – 2                                                                          | Italia under 21                                                                | Amichevole                                                                     | -                                                                              |                                                                                |
| 8-9-2023                                                                       | Jūrmala                                                                        | Lettonia under 21                                                              | 0 – 0                                                                          | Italia under 21                                                                | Qual. Europeo Under-21 2025                                                    | -                                                                              |                                                                                |
| 12-9-2023                                                                      | İzmit                                                                          | Turchia under 21                                                               | 0 – 2                                                                          | Italia under 21                                                                | Qual. Europeo Under-21 2025                                                    | -                                                                              |                                                                                |
| 17-10-2023                                                                     | Bolzano                                                                        | Italia under 21                                                                | 2 – 0                                                                          | Norvegia under 21                                                              | Qual. Europeo Under-21 2025                                                    | -                                                                              |                                                                                |
| 22-3-2024                                                                      | Cesena                                                                         | Italia under 21                                                                | 2 – 0                                                                          | Lettonia under 21                                                              | Qual. Europeo Under-21 2025                                                    | -                                                                              |                                                                                |
| 26-3-2024                                                                      | Ferrara                                                                        | Italia under 21                                                                | 1 – 1                                                                          | Turchia under 21                                                               | Qual. Europeo Under-21 2025                                                    | -                                                                              |                                                                                |
| 5-9-2024                                                                       | Latina                                                                         | Italia under 21                                                                | 7 – 0                                                                          | San Marino under 21                                                            | Qual. Europeo Under-21 2025                                                    | -                                                                              |                                                                                |
| 10-9-2024                                                                      | Stavanger                                                                      | Norvegia under 21                                                              | 0 – 3                                                                          | Italia under 21                                                                | Qual. Europeo Under-21 2025                                                    | -                                                                              |                                                                                |
| 15-11-2024                                                                     | Empoli                                                                         | Italia under 21                                                                | 2 – 2                                                                          | Francia under 21                                                               | Amichevole                                                                     | -                                                                              |                                                                                |
| 19-11-2024                                                                     | La Spezia                                                                      | Italia under 21                                                                | 2 – 2                                                                          | Ucraina under 21                                                               | Amichevole                                                                     | -                                                                              | 74’                                                                            |
| 11-6-2025                                                                      | Trnava                                                                         | Italia under 21                                                                | 1 – 0                                                                          | Romania under 21                                                               | Europeo Under-21 2025 - 1º turno                                               | -                                                                              |                                                                                |
| 14-6-2025                                                                      | Trnava                                                                         | Slovacchia under 21                                                            | 0 – 1                                                                          | Italia under 21                                                                | Europeo Under-21 2025 - 1º turno                                               | -                                                                              |                                                                                |
| 17-6-2025                                                                      | Trnava                                                                         | Spagna under 21                                                                | 1 – 1                                                                          | Italia under 21                                                                | Europeo Under-21 2025 - 1º turno                                               | -                                                                              | 84’                                                                            |
| 22-6-2025                                                                      | Dunajská Streda                                                                | Germania under 21                                                              | 3 – 2 dts                                                                      | Italia under 21                                                                | Europeo Under-21 2025 - Quarti di finale                                       | -                                                                              | 87’                                                                            |
| Totale                                                                         |                                                                                | Presenze                                                                       | 16                                                                             |                                                                                | Reti                                                                           | 0                                                                              |                                                                                |

## Palmarès

### Club

#### Competizioni giovanili
- Torneo Città di Arco: 1

Atalanta: 2019
- Campionato Primavera: 1

Atalanta: 2019-2020
- Supercoppa Primavera: 1

Atalanta: 2020

#### Competizioni internazionali
- UEFA Europa League: 1

Atalanta: 2023-2024

### Individuale
- Squadra della stagione della UEFA Europa League: 1

2023-2024